# La Griffe de Frankenstein
Pour plus de détails, voir Fiche technique et Distribution.
La Griffe de Frankenstein (Horror Hospital) est un film d'horreur britannique réalisé par Antony Balch, sorti en 1973.

## Synopsis
Déprimé et fatigué, Jason Jones, un parolier et manager d’un petit groupe de rock, décide de prendre un peu l’air à Brittlehurst Manor, un sanatorium recommandé par une agence de voyages douteuse et situé dans la province anglaise. Durant le trajet dans le train, il fait la connaissance de Judy Peters, une jeune fille qui se rend également dans la clinique pour rendre visite à sa tante, l'assistante du docteur Christian Storm, l'inventeur d'un procédé anti-dépression. À leur arrivée, ils remarquent que tous les pensionnaires ont le regard vide et qu'ils n'ont aucune émotion. Ils comprennent rapidement que le docteur Storm lobotomise ses patients pour les zombifier et les transformer en esclaves asservis à sa seule volonté. 

## Fiche technique
- Titre original : Horror Hospital
- Titre français : La Griffe de Frankenstein
- Réalisation : Antony Balch
- Scénario : Antony Balch et Alan Watson
- Montage : Robert C. Dearberg
- Photographie : David McDonald
- Production : Richard Gordon
- Société de production : Noteworthy Films
- Pays d'origine :  Royaume-Uni
- Langue originale : anglais
- Format : couleur
- Genre : horreur
- Durée : 85 minutes
- Date de sortie : 
  -  Royaume-Uni : mai 1973
  -  France : 7 avril 1976

## Distribution
- Michael Gough : Dr. Christian Storm
- Robin Askwith : Jason Jones
- Vanessa Shaw : Judy Peters
- Ellen Pollock : Tante Harris
- Dennis Price : Pollack
- Skip Martin : Frederick
- Kurt Christian : Abraham
- Barbara Wendy : Millie